# 鈴木麻里子
鈴木 麻里子（すずき まりこ、1970年1月30日 - ）は、日本の女性声優、ナレーター。東京都港区出身。青二プロダクション所属。

## 略歴
青二塾東京14期卒業。
小学生まで東京都内で過ごし、中学生から高校生までを栃木県宇都宮市で過ごした後、専門学校や声優養成所の青二塾東京校に進学するため単身帰京。麻里子の"麻"は港区麻布出身であることに由来し、麻布が里の子（誕まれ故郷）という意味で父親より命名された。声優になる前に色々仕事をしていたが、どれも長続きしなかった。以前は「がんばるのがきらい」など言って斜に構えていたりしていたが、「やっぱりどこかでがんばりたい」と思っていた時に小さい頃に自分は何になりたかったかを思い出そうとしていた。その時に声優か獣医になりたかったというのを思い出して、それで「これが最後のチャンス」と思い、声優養成所に入所した。声優になりたかったことについては「存在しないものに命を吹き込める」というのが素敵だと思っており、1998年時点では動物など人ではないものの声を当ててみたいとも語っている。現在、バラエティ番組やCMを中心にナレーターとしても活動。

## 人物
多数のアニメ、テレビ、洋画、ゲーム等に出演している。
ゲーム『センチメンタルグラフティ』にてヒロインを務めた12人の声優で結成されたユニット「SGガールズ」の全12人（初期に在籍した岡田純子の後任である有島モユを含めれば全13人）の中では米本千珠に次ぐ年長者であり、SGガールズとしては米本と共にメンバー代表として挨拶したり、インタビューに答えることが多かった。
声優界では名の知れた酒豪であり、特にデビューから間もない頃は米本や豊嶋真千子といった同期と呑みに歩くことが多く、酒の呑み過ぎで胃潰瘍に罹り、居酒屋で吐血したことがある。吐血で血が足りなくなり、輸血で一命を取り留めた経験があるため、献血などの医療奉仕活動には強い関心を示している。骨髄バンクにドナー登録をしようとしたが、自身が輸血経験者であるため、ドナー登録ができないことを悔しく思っており、健康な人間は献血に協力するようにと呼びかけることもあった。
好きな作家はチャールズ・ブコウスキーである。
趣味はピラティス、ピアノ、陶芸。

## 出演
太字はメインキャラクター。

### テレビアニメ
1994年
- SLAM DUNK（女生徒）
- ツヨシしっかりしなさい（女子大生C）

1996年
- ゲゲゲの鬼太郎（第4作）（1996年 - 1997年、女性B、ベビー泥田坊、ヨシコ、美女A）

1998年
- 聖ルミナス女学院（シェール・リング・ウォールド）
- センチメンタルジャーニー（沢渡ほのか）

2001年
- シャーマンキング（従業員）
- はじめの一歩（インタビュアー）
- PROJECT ARMS（シャーリー・ロズウェル）

2002年
- 天地無用! GXP（雨音・カウナック）
- 東京アンダーグラウンド（司会者）

2003年
- エアマスター（滝川ユウ）
- ガンパレード・マーチ 〜新たなる行軍歌〜（ウイチタ更紗）
- グリーングリーン（飯野千種）
- クレヨンしんちゃん（女子大生）
- ぽぽたん（B子）
- 魔探偵ロキRAGNAROK（ウルド）

2004年
- 最遊記RELOAD GUNLOCK（娘）
- tactics（琴絵）
- DearS（幾原晴海）
- 天上天下（オカッパ）
- ゆめりあ（ネイト）
- RAGNAROK THE ANIMATION（ジルタス）

2005年
- Xenosaga THE ANIMATION（KOS-MOS）
- ブラック・ジャック（女性患者）
- 名探偵コナン（2005年 - 2006年、姫宮展子、中川千明）

2006年
- 金色のコルダ〜primo passo〜（岸田先生）
- ブラック・ジャック21（ウェイトレス）

2008年
- 銀魂（川崎みち子）
- ONE PIECE（ムースの母親、女）

2010年
- スーパーロボット大戦OG -ジ・インスペクター-（エキドナ・イーサッキ / W16）

2011年
- ぬらりひょんの孫 千年魔京（白菊）

2016年
- この美術部には問題がある!（みずきの母）

2024年
- ハズレ枠の【状態異常スキル】で最強になった俺がすべてを蹂躙するまで（ステータスの声）

### 劇場アニメ
- 名探偵コナン 水平線上の陰謀（2005年、女性客）

### OVA
- グリーングリーン（2002年、飯野千種）
- 大YAMATO零号（2004年、ビャクセツ）
- 名探偵コナン コナンとキッドとクリスタル・マザー（2004年、ローズ）
- 名探偵コナン 阿笠からの挑戦状! 阿笠vsコナン&少年探偵団（2007年、小倉ミキ）

### Webアニメ
- Xenosaga II to III a missing year〜U.M.N.に封印されし真実の断片〜（2006年、KOS-MOS）

### ゲーム
1995年
- ドラゴンナイト（マッチ売りの少女）

1997年
- 時の国のエルフェンリート（アスター）
- トバル2（エポン）
- BS探偵倶楽部 雪に消えた過去（野村令子）
- メルティランサー Re-inforce（フェルナテス・フィリー）

1998年
- センチメンタルグラフティ（沢渡ほのか）
- パイロットになろう!（ナンシー）

1999年
- メルティランサー The 3rd Planet（フェルナテス・フィリー）
- ラクガキショータイム（ササミ）

2000年
- センチメンタルグラフティ2（沢渡ほのか）

2001年
- グリーングリーン（飯野千種）

2002年
- イノセントティアーズ（鷹司綺羅）
- ゼノサーガ エピソードI［力への意志］（KOS-MOS）
- Riviera 〜約束の地リヴィエラ〜（マリス、アークエンジェル、ナレーション）

2003年
- オペレーターズサイド（リオ）
- ザ・キング・オブ・ファイターズEX2〜HOWLING BLOOD〜（華守純）
- みんなのGOLF 4（サクラ）
- ゆめりあ（ネイト）
- ラブ★スマッシュ!5 〜テニスロボの反乱〜（ハイラン）

2004年
- イリスのアトリエ エターナルマナ（ゼルダリア、ビオラ）
- ゼノサーガ エピソードII［善悪の彼岸］（KOS-MOS）
- ゼノサーガ フリークス（KOS-MOS）
- 戦国無双（濃姫）
- 戦国無双 猛将伝（濃姫）
- ロックマンX コマンドミッション（マリノ）

2005年
- 激・戦国無双（濃姫）
- テイルズ オブ ジ アビス（ネフリー・オズボーン、ゲルダ・ネビリム）
- NAMCO x CAPCOM（KOS-MOS、わや姫）

2006年
- 悪魔城ドラキュラ ギャラリー オブ ラビリンス（ステラ、ロレッタ）
- ウォーシップガンナー2 鋼鉄の咆哮（エルネスティーネ・ブラウン）
- エーデルワイス（伊吹芽衣）
- ゼノサーガI・II（KOS-MOS）
- ゼノサーガ エピソードIII［ツァラトゥストラはかく語りき］（KOS-MOS、T-elos）
- 戦国無双2（濃姫）
- 戦国無双2 Empires（濃姫）
- タイムクライシス4（エリザベス・コンウェイ特務中尉）

2007年
- スーパーロボット大戦OG ORIGINAL GENERATIONS（エキドナ・イーサッキ）
- スーパーロボット大戦OG外伝（エキドナ・イーサッキ）
- 戦国無双KATANA（濃姫）
- 戦国無双2 猛将伝（濃姫）
- 無双OROCHI（濃姫）

2008年
- NINJA GAIDEN 2（ソニア）
- ポイズンピンク（マリィ）
- 無限のフロンティア スーパーロボット大戦OGサーガ（カルディア・バシリッサ、KOS-MOS、T-elos）
- 無双OROCHI 魔王再臨（濃姫）
- ユグドラ・ユニオン（ジルヴァ、熾天使マリエッタ、367号）

2009年
- 戦国無双3（濃姫）
- NINJA GAIDEN Σ2（ソニア）
- 無双OROCHI Z（濃姫）

2010年
- Angelic Crest（キャサリン）
- 無限のフロンティアEXCEED スーパーロボット大戦OGサーガ（カルディア・バシリッサ、KOS-MOS、T-elos）

2011年
- 戦国無双3 猛将伝（濃姫）
- 戦国無双3 Z（濃姫）
- 戦国無双3 Empires（濃姫）
- 戦国無双 Chronicle（濃姫）
- DEAD OR ALIVE Dimensions（アイリーン）
- ドラゴンボールヒーローズ（2011年 - 、女サイヤ人アバター〈バーサーカータイプ〉） - 5作品
- 無双OROCHI 2（濃姫）

2012年
- 新・光神話 パルテナの鏡（パンドーラ）
- 戦国無双 Chronicle 2nd（濃姫）
- テイルズ オブ ザ ヒーローズ ツインブレイヴ（ナレーション）
- PROJECT X ZONE（KOS-MOS、T-elos、ネイト）
- NINJA GAIDEN 3 Razor's Edge（アイリーン）

2013年
- ゴッドイーター2（プレイヤーボイス）

2014年
- 戦国無双 Chronicle 3（女性主人公〈ボイスタイプ:勝気〉、濃姫）
- 戦国無双4（濃姫、飯尾田鶴）

2015年
- ゼノブレイドクロス（アバターボイス〈和風〉）
- 戦国無双4-II（濃姫）
- 戦国無双4 Empires（濃姫）
- PROJECT X ZONE 2:BRAVE NEW WORLD（KOS-MOS、T-elos）

2016 年
- 戦国無双 〜真田丸〜（濃姫、ナレーション）

2017年
- ゼノブレイド2（KOS-MOS Re：、T-elos Re：）

2018年
- 無双OROCHI 3（濃姫）

2019年
- スーパードラゴンボールヒーローズ ワールドミッション（サイヤ人〈おんな〉バーサーカータイプ）
- 無双OROCHI 3 Ultimate（濃姫）

2020年
- テイルズ オブ ザ レイズ（2020年 - 2023年、ネビリム、KOS-MOS）
- ロックマンX DiVE（マリノ）

### ドラマCD
- グラニュ・レイテッドハピネス（マリモ・キョウコ）
- ゼノサーガ OUTER FILE（KOS-MOS）
- テイルズ オブ ファンタジア（アミィ）

### 吹き替え

#### 映画
- アンディ・ラウの九龍帝王（ラン〈ジョイ・ウォン〉）※DVD版
- キング・オブ・コップ（フラン・スモーレン〈サブリナ・グラデヴィック〉）
- ザ・グラディエーターII ローマ帝国（ボディシア）
- 少林サッカー ※インターナショナル版
- ジェネックス・コップ（Y2K〈グレース・イップ〉）
- セント・エルモス・ファイアー（ジェールズ〈デミ・ムーア〉）※テレビ東京版
- そんな彼なら捨てちゃえば?（ベス・バーレット〈ジェニファー・アニストン〉[21]）

#### ドラマ
- ゴシップガール（アリソン・ハンフリー）
- 私はラブ・リーガル（ハイジ・クラム）

#### テレビ番組
- プロジェクト・ランウェイ（ハイジ・クラム）

#### アニメ
- スペース・レンジャー バズ・ライトイヤー 帝王ザーグを倒せ!（ジェシー）

### ラジオ
- センチメンタルナイト
- 帰ってきたセンチメンタルナイト
- ONLYセンチメンタルナイト2
- グラニュ・レイテッドハピネス
- グラニュ・レイテッドハピネス2

### ナレーション
- 月刊やさい通信（NHK総合テレビ）
- 土曜スタジオパーク（NHK総合テレビ）
- 双方向TV 地球ゴーラウンド（NHK-BShi）
- 双方向ライブ にっぽんのマジョリティー（NHK-BShi）
- 江川×堀尾のSUPERうるぐす（日本テレビ系）
- 島田紳助がオールスターの皆様に芸能界の厳しさ教えますスペシャル!（読売テレビ制作/日本テレビ系）
- タモリのグッジョブ!胸張ってこの仕事（毎日放送制作/TBS系）
- サンデーモーニング（TBS系）
- ガンダム00披露宴〜豪華芸能人が大集合SP〜（毎日放送制作/TBS系）
- 世界ゴリッパですね!!（フジテレビ系）
- 世界ベスト・オブ・映像ショー（フジテレビ系）
- 世界超密着TV!ワレワレハ地球人ダ!!（フジテレビ系）
- 脳内エステ IQサプリ（フジテレビ系、 - 2008年9月20日）
- 脳テレ〜あたまの取扱説明書（トリセツ）〜（フジテレビ系）
- ハピふる!（フジテレビ系）
- 福山エンヂニヤリング（関西テレビ制作/フジテレビ系）
- HEY!HEY!HEY! MUSIC CHAMP（フジテレビ系、2008年4月 - 2012年12月、2013年以降不定期）
- 恋愛の家庭教師（フジテレビ系）
- 発掘!あるある大事典II（関西テレビ制作/フジテレビ系）
- ibuki（テレビ東京系）
- うぇぶたま3（テレビ東京系）
- Mr.マリック魔法の時間（テレビ東京系）
- 手紙バラエティ 三丁目のポスト（テレビ大阪制作/テレビ東京系）
- ファッション通信（BSジャパン）
- 溜池Now（GyaO）
- セブンイレブン提供時報CM（TBSラジオ）
- アタックバイオEX
- チャレンジ!ホビー(NHK教育)
- ZIP!(日本テレビ)
- にっぽん百名山（NHK BSプレミアム4K）
- 愛知発地域ドラマ「真夜中のスーパーカー」 (番宣ナレーション、NHK BSプレミアム）
- ゲームセンターCX（フジテレビCS)
  - ゲームセンターCX in U.S.A. 〜有野課長ロサンゼルスに行く〜（2011年10月6日）
  - ゲームセンターCX in ASIA 〜目指せカンボジア代表!〜（2012年10月5日）
  - ゲームセンターCX in Paris 〜有野課長ジャパンエキスポ参戦〜（2013年10月14日）
  - ゲームセンターCX in VIETNAM 〜ベトナムのゲーム事情 徹底調査&カジノにもリベンジしちゃうよ!SP〜（2015年7月18日）
  - ゲームセンターCX in 四国 ゲームお遍路88台めぐりの旅（2016年7月3日）
- 海を越えた家族愛（テレビ東京、2013年2月11日）
- クイズ30〜団結せよ!〜（フジテレビ系、2014年4月 - 9月）
- 日本語探Qバラエティ クイズ!それマジ!?ニッポン（フジテレビ系、2014年2月2日 - 2015年8月16日）
- Going!Sports&News：土曜日のみ（日本テレビ系）
- オトナの社会見学「あなたの知らない東京駅」(2015年2月5日、NHK BSプレミアム)
- 今しか聞けない歴史バラエティー 実話日本おとぎばな史（TBS系、2016年12月20日）
- 空前絶後の冒険アニメ「ラディアン」（NHKEテレ）
- ウワサの保護者会（NHKEテレ）
- 趣味どきっ!（NHKEテレ）

### その他コンテンツ
- ゼノサーガ エピソードII to III a missing year 〜U.M.N.に封印されし真実の断片〜（KOS-MOS）※Web動画
- モンスターハンター ゲームドラマ ハンター日誌（ラミア）
- ユニクロ（店内放送）
- ユピテル製PND「イエラ」音声オペレーター[22]

## 著書

### 翻訳
- 『Yellow : Hex AD 8c 38』（著：陳淑芬＆平凡＆銀花、発売：小学館集英社プロダクション、2000年2月）